# Yannick De Martino
Yannick De Martino est un humoriste québécois né à St-Hyacinthe au Québec le 1er mars 1989. À 18 ans, il devient père et fait des démarches pour rencontrer son propre père, qui décèdera peu de temps après. Il s'est fait connaitre en 2011 alors qu'il devenait le gagnant d'En route vers mon premier gala Juste pour rire. En novembre 2019, Yannick lance officiellement son tout premier one-man-show intitulé Les dalmatiens sont énormes en campagne.

## Biographie
Yannick De Martino fait ses débuts en humour en 2010 alors qu'il participe à l'émission En route vers mon premier gala. L'année suivante, il remporte cette compétition télévisuelle.
En 2012, il participe à son premier Gala Juste pour rire, une première participation d'une série (2012-2019). Dès l'année suivante il enchaine les prestations à différents Galas notamment Juste pour rire, le Zoofest et ComediHa! Fest-Québec. En 2015 il remporte le prix de Révélation de l'année au Gala ComediHa! ce qui lui permettra d'être invité au Marrakech du rire à l'été 2016, animé par Jamel Debbouze. La même année Yannick De Martino est sélectionné pour interpréter le personnage principal dans une série de publicités pour les bières Boréale L'Ours en moi.
En 2017, il co-écrit Les Prodiges avec Julien Lacroix, une websérie diffusée sur Youtube et produite par KOZE. La websérie est renouvelée pour une deuxième saison de 10 courts épisodes diffusée sur TOU.TV.
Lors de la même année, il décroche un rôle dans la série Like moi, diffusée à Télé-Québec. Il joue aux côtés Katherine Levac, Marie-Soleil Dion, Guillaume Lambert, Mehdhi Bousaidan, Karine Gonthier-Hyndman, Philippe-Audrey Larrue-St-Jacques et plusieurs autres.
Yannick De Martino décroche son premier rôle au grand écran en 2018 dans le film Mon Ami Walid, réalisé par Adib Alkhalidey et co-écrit par Julien Lacroix.
Lors de sa carrière, Yannick De Martino a été invité à faire les premières parties de plusieurs humoristes québécois notamment Jean-Thomas Jobin, André Sauvé, Martin Matte et Laurent Paquin. Depuis 2018, l'humoriste est en tournée partout au Québec avec son premier spectacle solo : Les dalmatiens sont énormes en campagne. Dans son spectacle, il aborde des thèmes tels que ses peurs, l’anxiété, la mort et l’intimidation à travers l’humour, cherchant ainsi à divertir tout en suscitant la réflexion.
En 2023, il doit se produire au Festival d’humour émergent en Abitibi-Témiscamingue, mais annule en raison d’une opération à la mâchoire.

## Carrière

### Humour
- 2010 : Finaliste à En route vers mon premier gala
- 2011 : Gagnant de En route vers mon premier gala
- 2012-2013-2015[14]2016-2017-2018 : participation au Gala Juste pour rire [15]
- 2013-2014 : Participation au Zoofest
- 2015 : Présentation du prix Capsule ou sketch humoristique à la radio au Gala Les Oliviers avec Olivier Martineau[16]
- 2015 : Participation au ComediHa! Fest-Québec à Québec
- 2016 : Participaation au Marrakech du rire
- 2016 : Participation au ComediHa! Fest-Québec à Québec
- 2017 : Participation au Zoofest avec son numéro Viens-voir ma première partie
- 2017 : Triptyque au Lion D'Or[17]
- 2018 : Premier one-man-show Les Dalmatiens sont énormes en campagne[18].
- 2019 : Participation au Gala Juste pour rire animé par Julien Lacroix et Adib Alkhalidey [19]
- 2019 : Participation au ComediHa! Fest-Québec animé par Phil Roy à Québec[20]
- 2019 : Participation au Zoofest [21]
- 2022: Participation au Zoofest[22]

### Radio
- 2019 : La soirée est (encore) jeune, Épisode du 13 et 14 avril 2019, ICI Radio-Canada Première[23].

### Podcast humoristique
- 2017-2019 : Ça ou ça[24], co-animé avec Mehdi Bousaidan
- 2024- : Ça ou ça[25], co-animé avec Jo Cormier
- 2017-2019 : Sous écoute, animé par Mike Ward (#31, 75, 91, 135, 163, 195, 219, 256, 283, 308, 373, 454, 502)

## Filmographie

### Télévision
- 2016 : Dans ma tête[26]
- 2017 : Prières de ne pas envoyer de fleurs de Stéphane Bellavance
- 2018 : Les Prodiges[27]
- 2018 : Like-moi ![28]
- 2019 : Prières de ne pas envoyer de fleurs de Pierre-Yves Lord
- 2019 : Les Prodiges
- 2019 : Like-moi ![29]
- 2020 : Top Dogs: Homicides[30], Koze Productions
- 2021 : Le bœuf haché ou le tempeh
- 2024: Splendeur et Influence[31]

### Cinéma
- 2018 : Mon ami Walid[32]

### Publicité
- 2016-2019 : Boréale bières, L'Ours en moi [33]
- 2017-2018 : Maître Glacier[34]

## Distinctions
- 2011 : Gagnant En route vers mon premier gala Juste pour rire
- 2013 : Récipiendaire du prix Coup de cœur des médias au Zoofest[35]
- 2015 : Révélation de l'année ComediHa! Fest-Québec[36]
- 2018 : Gala Les Olivier, nomination Découverte de l'année
- 2018 : Gala Les Olivier, nomination Podcast humoristique de l'année pour Ça ou ça, avec Mehdi Bousaidan